# Ernst Salge

Ernst Salge als Marburger Armine, 1902

Ernst Salge (* 29. Juli 1882 in Schildesche; † 11. November 1949 in Bethel (Samaria)) war ein deutscher Jurist und Politiker. Er war Oberbürgermeister von Tilsit (1925–1934).

## Leben
Als Sohn eines Lehrers und Rektors geboren, studierte Salge nach dem Besuch des Bielefelder Gymnasiums Rechtswissenschaften in Marburg und Münster. Während seines Studiums wurde er 1902 Mitglied der Burschenschaft Arminia Marburg. Nach seinen Examen und seiner Promotion zum Dr. jur. 1908 war er bis 1913 als Assessor in Bielefeld tätig und dann bis 1914 Bürgermeister in Idar. Während des Ersten Weltkriegs war er als Soldat an der Westfront und in Russland, zuletzt als Hauptmann und Bataillonskommandeur. Von 1919 bis 1921 war er Beigeordneter in Berlin-Oberschöneweide, dann bis 1925 Bürgermeister von Salzwedel und bis 1934 Oberbürgermeister von Tilsit. 1929 bis 1933 war er auch Mitglied im Provinziallandtag der Provinz Ostpreußen, wo er Mitglied der DNVP-Fraktion war. Nachdem er auf Druck der Nationalsozialisten zurückgetreten war, arbeitete er als Rechtsanwalt in Tilsit, ab 1936 in Bielefeld. 1945 wurde er Dezernent bei der Bielefelder Stadtverwaltung. Nach Ende des Zweiten Weltkrieges saß er vier Monate im Lager Recklinghausen und war dann nach seiner Entlassung als Vorsitzender des Schlichtungsausschusses der Stadt Bielefeld tätig.